# Braux, Côte-d'Or
Braux là một xã ở tỉnh Côte-d’Or trong vùng Bourgogne, phía đông nước Pháp. Khu vực này có độ cao trung bình 350 mét trên mực nước biển.